# Prada Marfa
Prada Marfa est une installation artistique d'Elmgreen & Dragset inaugurée le 1er octobre 2005 aux États-Unis. Elle se présente comme une boutique minimaliste sous enseigne Prada perdue dans le désert texan le long de l'U.S. Route 90, à une cinquantaine de kilomètres au nord-ouest de la ville de Marfa et est parfois qualifiée de « boutique-sculpture ». Malgré les pièces Prada officielles se trouvant dans la boutique définitivement fermée, aucun argent n'a été échangé en ces lieux depuis 2005.

## Historique
Alors que Marfa compte de nombreux artistes depuis les années 1970, les scandinaves Michael Elmgreen et Ingar Dragset choisissent d'installer une boutique à l'enseigne Prada à 45 km de la ville, en plein désert en 2005. Considérée comme une sculpture minimaliste, ou la représentation minimaliste d'un magasin, celle-ci comporte vingt chaussures à talon, avec uniquement le pied gauche de nos jours, et six sacs à main, le tout datant de la collection fin 2005 de la marque italienne. Ce n'est pas la première fois que les deux artistes utilisent Prada dans une de leurs créations, et celle-ci reçoit l'accord de Miuccia Prada qui, de plus, fournit les marchandises. La sculpture est faite de cadre briques, plâtre, peinture, verre, aluminium, MDF, et moquette à l'intérieur.
Le financement de cette œuvre, 80 000 $, est réalisé par la fondation américaineArt Production Fund de Yvonne Force Villareal et Doreen Remen. Cette « boutique » à la porte non fonctionnelle, fermée, n'est pas destinée à être entretenue ou réparée et doit lentement se dégrader: « Dans 50 ans, ce sera une ruine, un reflet de l'époque où il a été fait. »
Mais immédiatement après son inauguration en octobre, Prada Marfa subit un vandalisme de ses murs extérieurs, des graffitis, consécutif à un cambriolage ; tous les sacs ainsi qu'une quinzaine de chaussures, alors les pieds droits, sont volés,. Une alarme est posée et les murs repeints par le duo artistique. À Marfa, les critiques sont nombreuses parmi les nombreux artistes présents dans cette ville et dont Donald Judd est le symbole.

### Lien complémentaire
- Stéphanie Chayet, « Marfa, oasis d'artistes », Style, sur lemonde.fr, M, le magazine du Monde, 27 juillet 2012 (consulté le 9 février 2014)